# Afro-Cuban
Afro-Cuban — студійний альбом американського джазового трубача Кенні Доргема, випущений у 1955 році лейблом Blue Note.

## Опис
Afro-Cuban вважається одним з найкращих записів трубача Кенні Доргема. У записі взяли участь тромбоніст Дж. Дж. Джонсон, саксофоністи Генк Моблі (тенор) і Сесіл Пейн (баритон), піаніст Горас Сільвер, контрабасисти Оскар Петтіфорд і Персі Гіт, ударник Арт Блейкі і перкусіоніст Карлос «Потато» Вальдес. Усі композиції альбому написані Доргемом, окрім «Basheer's Dream» Джиджі Грайса.
Альбом був випущений Blue Note у 1955 році на 10" вінілі і складався з 4-х композицій, у 1957 році перевиданий на 12" вінілі із трьома додатковими композиціями.

## Список композицій

### 10" вініл, BLP 5065 (1955)
1. «Afrodisia» (Кенні Доргем) — 5:06
2. «Lotus Flower» (Кенні Доргем) — 4:17
3. «Minor's Holiday» (Кенні Доргем) — 4:27
4. «Basheer's Dream» (Джиджі Грайс) — 5:03

### LP, BLP 1535 (1957)
1. «Afrodisia» (Кенні Доргем) — 5:06
2. «Lotus Flower» (Кенні Доргем) — 4:17
3. «Minor's Holiday» (Кенні Доргем) — 4:27
4. «Basheer's Dream» (Джиджі Грайс) — 5:03
5. «K.D.'s Motion» (Кенні Доргем) — 5:29
6. «The Villa» (Кенні Доргем) — 5:24
7. «Venita's Dance» (Кенні Доргем) — 5:22

## Учасники запису
- Кенні Доргем — труба
- Дж. Дж. Джонсон — тромбон (1—4)
- Генк Моблі — тенор-саксофон
- Сесіл Пейн — баритон-саксофон
- Горас Сільвер — фортепіано
- Оскар Петтіфорд (1—4), Персі Гіт (5—7) — контрабас
- Арт Блейкі — ударні
- Карлос «Потато» Вальдес — конґа (1—4)

Технічний персонал
- Альфред Лайон — продюсер
- Руді Ван Гелдер — інженер
- Френсіс Вульфф — фотографія
- Рід Майлз — дизайн обкладинки
- Леонард Фезер — текст